# Miłogórze
Miłogórze (do 1945 Liewenberg) – wieś w Polsce położona w województwie warmińsko-mazurskim, w powiecie lidzbarskim, w gminie Lidzbark Warmiński.
W latach 1975–1998 miejscowość administracyjnie należała do województwa olsztyńskiego.
Wieś znajduje się w historycznym regionie Warmia.
Wieś założona między rokiem 1333 a 1342 przez wójta krajowego Henryka Lutra. 
Przy wyjeździe ze wsi w kierunku Smolajn, znajduje się zabytkowa kapliczka z dzwonnicą z w 1697 (jedna z najstarszych na Warmii).